# Simon Billy
Simon Billy, född 5 december 1991 i Montpellier, är en fransk speedskiåkare. Han är son till speedskiåkaren Philippe Billy, tidigare världsrekordhållare på 243,902 km/tim. 
Redan från tidig ålder åkte Simon Billy skidor och tränades av sin far, hans lillebror Louis Billy är också speedskiåkare (241,125 km/tim.) 
Billy bor i Vars, Hautes-Alpes, där världens snabbaste speedskibana ligger.
Den 22 mars 2023 satte Simon Billy nytt världsrekord med 255,500 km/tim.